# Majapahit
Het Majapahit-rijk (in oude spelling: Madjapahit of Modjopahit) was een hindoeïstisch-boeddhistisch koninkrijk van ca. 1293 tot ca. 1500, met als centrum Oost-Java, in het huidige Indonesië.
De naam van dit rijk in het Sanskriet was Vilvatikta, een letterlijke vertaling van Majapahit, dat bittere slijmappel betekent. De wetenschappelijke naam voor een slijmappel, in het Javaans maja, is Aegle marmelos.
Het rijk bestond tijdens zijn grootste bloeiperiode uit het hartland Oost-Java en verder uit Midden-Java, Madura en grote delen van Malakka (Maleisië), Borneo, Sumatra, Bali, Celebes en de Molukken. De belangrijkste heerser van het rijk was Hayam Wuruk, die van 1350 tot 1389 regeerde. Tijdens diens heerschappij kwam het rijk tot zijn hoogtepunt.
Het Majapahit-rijk was het laatste hindoeïstisch-boeddhistische rijk in de archipel. Het werd voorafgegaan door het koninkrijk Shrivijaya (Palembang), dat Palembang op Sumatra als centrum had. De hoofdstad van Majapahit, waarvan de naam in die tijd ook Majapahit was, was gelegen in de omgeving van het tegenwoordige dorpje Trowulan.
In 1468 besloot koning Singhavikramavardhana zijn hoofdstad naar Daha te verplaatsen, naar de hoofdstad van het voormalige rijk van Kediri.
Evenals in het rijk van Singhasari werden in het koninkrijk van Majapahit naast elkaar vier religies beleden; kejawen, hindoeisme, boeddhisme en animisme. Maar de staatstempel, de Candi Panataran, die al in de tijd van het rijk van Kediri was gesticht, was een complex met hindoetempels. De hoofdtempel was net als die bij Prambanan in Midden-Java gewijd aan Shiva. Het complex ligt 10 kilometer ten noorden van Blitar op de lager gelegen zuidwestelijke hellingen van de vulkaan, de Kelud.
In Majapahit was de voertaal Oud-Javaans. Bij officiële gelegenheden werd ook Sanskriet gebruikt. De koningen van Majapahit lieten gouden en zilveren munten slaan.

## Opkomst
De stichter van het Majapahit-rijk, Raden Wijaya, was de schoonzoon van Kertanegara, de koning van het koninkrijk van Singhasari, dat ook op Java lag. Nadat Singhasari in 1290 Shrivijaya volledig uit Java had verdreven, trok de groeiende macht van Singhasari de aandacht van Koeblai Khan in China. Deze laatste zond gezanten naar Singhasari om een schatting te eisen. Kertanagara, die op dat moment over het Singhasari-rijk regeerde, weigerde echter te betalen, waarop de Khan een strafexpeditie naar Java zond, die in 1293 bij de kust van Java aankwam. Tegen die tijd was Kertanegara door Jayakatwang,
een rebel uit Kediri, vermoord. Raden Wijaya sloot daarop een verbond met de Mongolen tegen Jayakatwang. Nadat zij samen Jayakatwangs hoofdstad Daha en daarmee het rijk van Kediri hadden vernietigd, keerde Raden Wijaya zich tegen de Mongolen en dwong hen in verwarring tot een terugtocht. Hij stichtte een nieuw rijk,  Majapahit, en nam na zijn troonsbestijging de naam Kertarajasa aan.

## Bloeiperiode
Onder leiding van Gajah Mada (of Gadjah Mada), een ambitieuze minister-president die van 1331 tot 1357 ook als regent optrad, breidde het rijk van Majapahit zich steeds verder uit over de eilanden van de Indonesische archipel. In 1377, enkele jaren na Gajah Mada's dood, nam de vloot van Majapahit ook Palembang in, veroverde zo het kerngebied van Shrivijaya en maakte daarmee een einde aan dit rijk.
In deze periode bloeide de Oud-Javaanse literatuur. Prapañca schreef de Nagarakertagama, een dichtwerk, dat een goede indruk geeft van de gang van zaken in het koninkrijk aan het begin van Hayam Wuruks regering. Een andere dichter, Mpu Tantular, schreef twee kakawins, de Arjunawijaya en de Sutasoma.
Ook werden er talloze monumenten gebouwd. Een van de mooiste is de eerder al genoemde tempel van Panataran. Hij is versierd met fraaie reliëfs met scènes uit de Ramayana in een andere stijl dan die van de grote tempel bij Prambanan.
Hoewel de heersers van Majapahit hun macht uitbreidden over de naburige eilanden en de aldaar aanwezige koninkrijken vernietigden, leek hun interesse vooral uit te gaan naar het beheersen van een groter deel van de commerciële handel binnen de archipel. In de tijd dat het Majapahit-rijk werd gesticht, kwamen ook de eerste moslim-handelaren en hun proselieten het gebied binnen.

## Neergang
Na het hoogtepunt in de 14e eeuw, begon de macht van het Majapahit langzaam af te nemen, mede door een oorlog over de troonopvolging in 1401, die vier jaar duurde. Pas in 1406 werd Wirabhumi, de tegenstrever van Hayam Wuruks opvolger, Wikramawardhana, gedood. Deze voortdurende onderlinge strijd had het rijk behoorlijk verzwakt. Ook daarna kwam het nog regelmatig tot onderlinge strijd tussen verschillende koningen en andere troonpretendenten. Een van de oorzaken zien we in de Nagarakretagama, een Oud-Javaanse tekst die, zoals eerder opgemerkt, een goed beeld geeft van de structuur van de bestuur in het begin van de regeringsperiode van Hayam Wuruk. Daar wordt het rijk in twee delen verdeeld onder twee verschillende familieleden. Als een telg uit de ene tak aan het bewind kwam, stond al gauw een nakomeling uit de andere tak tegen hem op.
In 1468, tijdens een volgende onderlinge tweestrijd tussen twee troonpretendenten, nu tussen koning Singhawikramawardhana en Bhre Kertabhumi, besloot de koning na een grote nederlaag tegen zijn tegenstrever de hoofdstad te verplaatsen naar Daha, ooit de hoofdstad van het machtige rijk van Kediri. In 1474 werd Singhawikramawardhana opgevolgd door zijn zoon Girindrawardhana. In 1478 versloeg hij Bhre Kertabhumi, de vijand van zijn vader, en maakte hij van Majapahit weer één koninkrijk.
Ondertussen kwam steeds duidelijker aan het licht dat Majapahit niet in staat was de groeiende macht van het sultanaat van Malakka in te dammen.
Geleidelijk aan nam tussen 1513 en 1520 de macht en invloed van de hoofdstad van het Majapahit-rijk verder af, terwijl de welvaart en de macht van de havensteden aan de noordkust van Java, die in islamitische handen waren, toenamen.
Na het verdwijnen van het rijk van Majapahit bleef zijn hindoeïstisch-boeddhistische religie en cultuur nog lang voortbestaan en zich zelfs verder ontwikkelen, met name in het Oost-Javaanse Tengger-gebergte en op het eiland Bali.

## Inspiratie
Eeuwen later, in de jaren '20 en '30 van de twintigste eeuw, werd het historische Majapahit-rijk door de Indonesische nationalisten als een model gezien voor hun nieuwe staat. Zij hadden een modern Indonesië voor ogen waarin, net als ooit in het Majapahit-rijk, alle volkeren van de archipel onder één regering verenigd zouden zijn. Daarom kozen zij voor hun vlag de kleuren van de vlag van Majapahit, rood-wit. De geus van de Indonesische marine is met vijf rode en vier witte strepen zelfs helemaal gelijk aan de vlag van Majapahit.

## Lijst van koningen van Majapahit
Deze lijst samengesteld op basis van gegevens in H.J. de Graafs Geschiedenis van Indonesië (1949), Merle C. Ricklefs' A History of Modern Indonesia (1981) en de genealogie van de website Memory of Majapahit.
- Kertarajasa alias Raden Wijaya (1293-1309)
- Jayanegara (1309-1328)
- Koningin Tribhuwana Wijayotunggadewi (1328-1350)
- Rajasanagara alias Hayam Wuruk (1350-1389)
- Wikramawardhana (1389-1429)
- Koningin Suhita (1429-1447)
- Wijayaparakramawardhana alias Kertawijaya (1447-1451)
- Rajasawardhana alias Bhre Pamotan (1451-1453)

- Periode zonder koning tijdens strijd om de opvolging (1453-1456)

- Girishawardhana alias Purwawishesha (1456-1466)
- Singhawikramawardhana (1466-1474)

In 1468 verplaatste Singhawikramawardhana de hoofdstad naar Daha (Kediri).
- Girindrawardhana alias Ranawijaya (1474-1498)

## Galerij

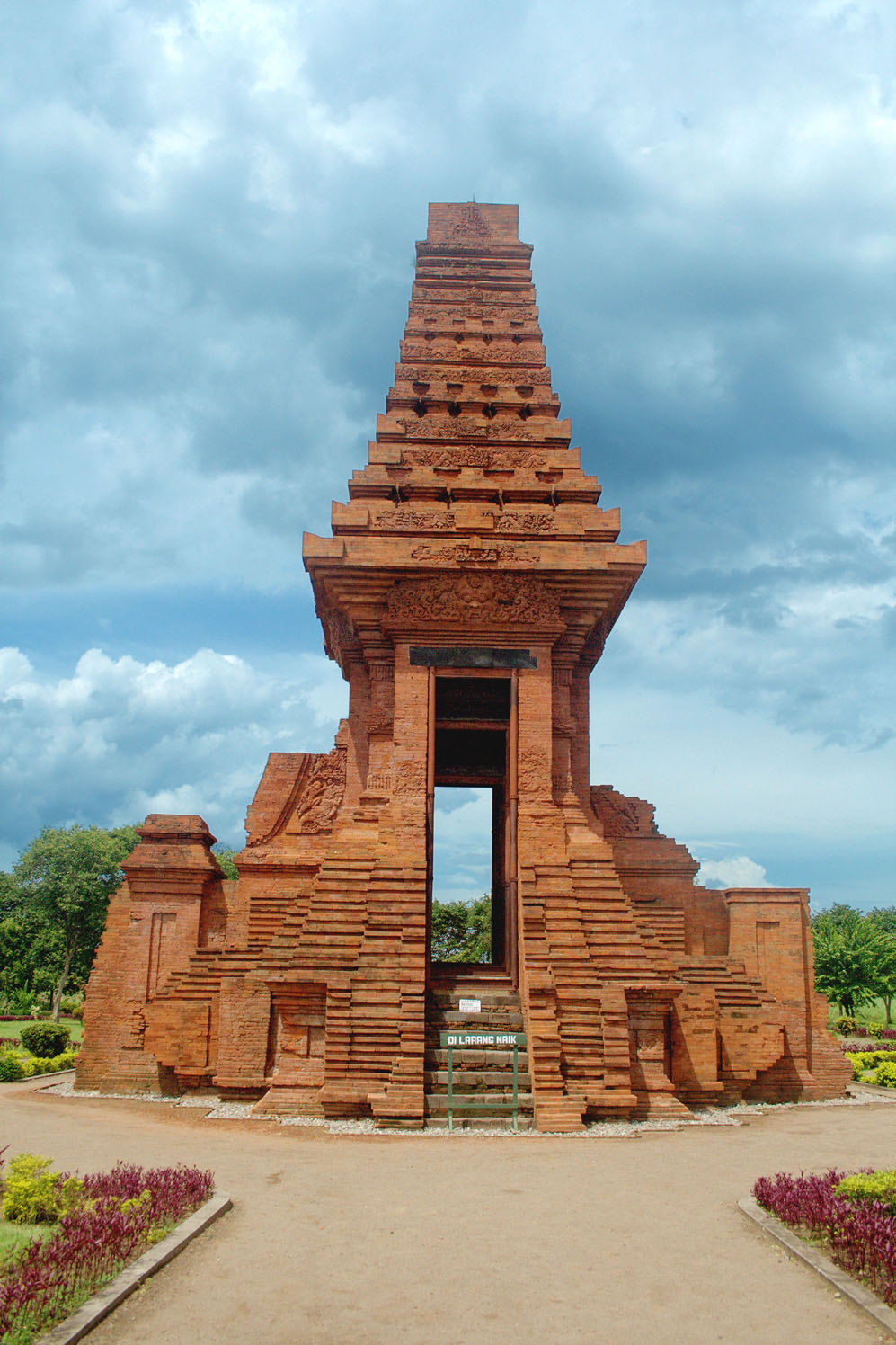
De Bajang Ratupoort van de hoofdstad van Majapahit
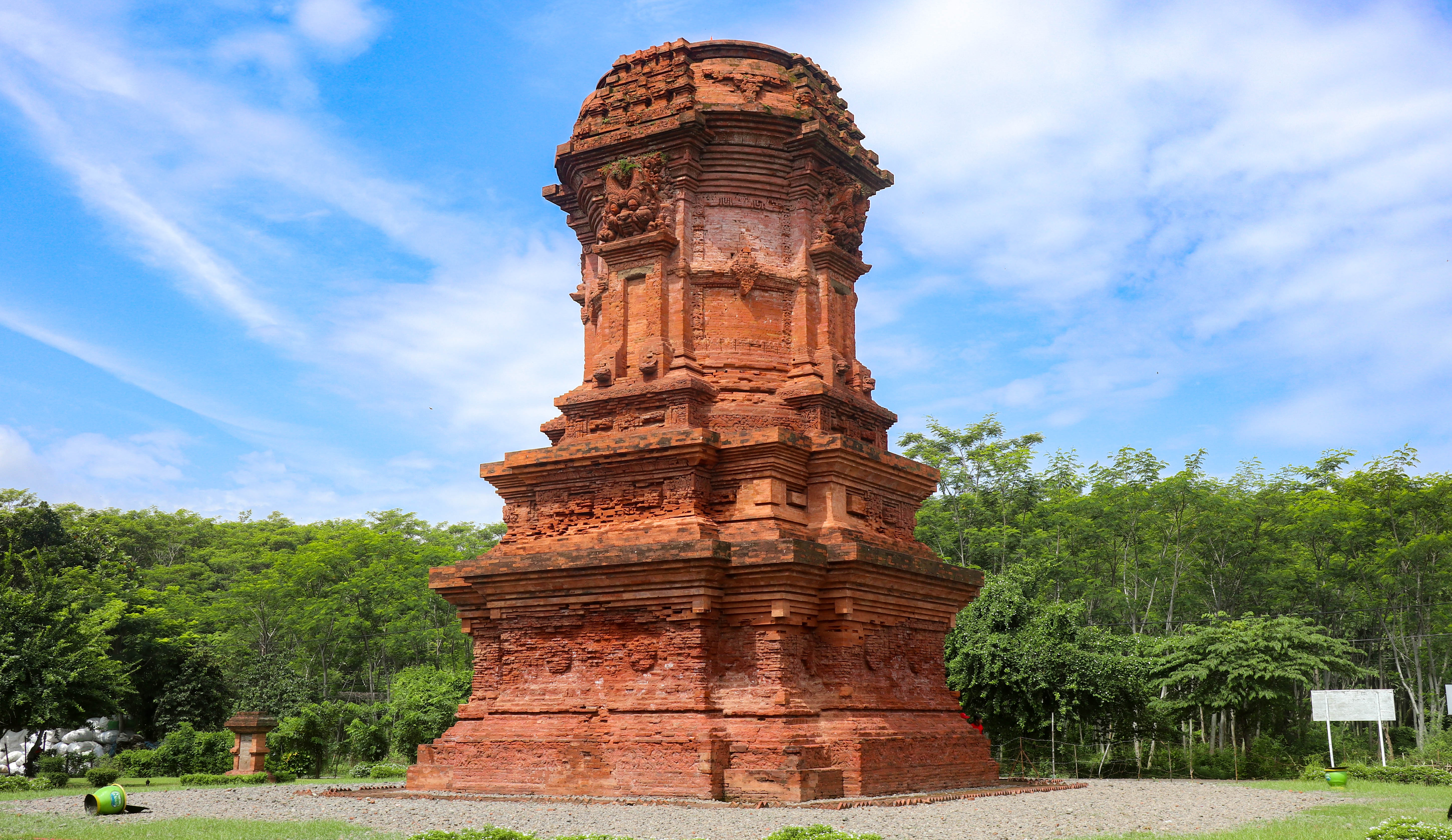
Jabung tempel
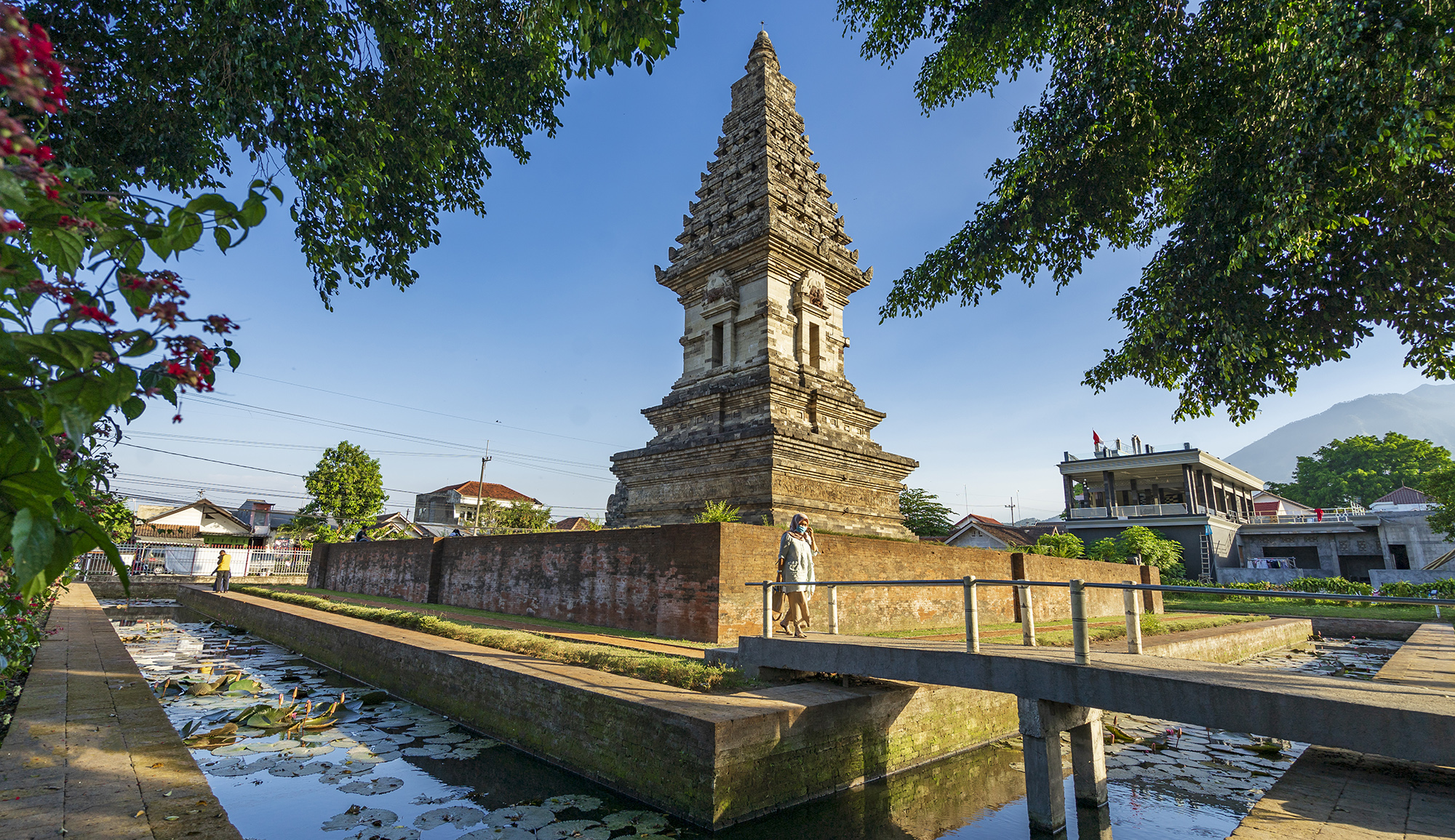
Jawi tempel
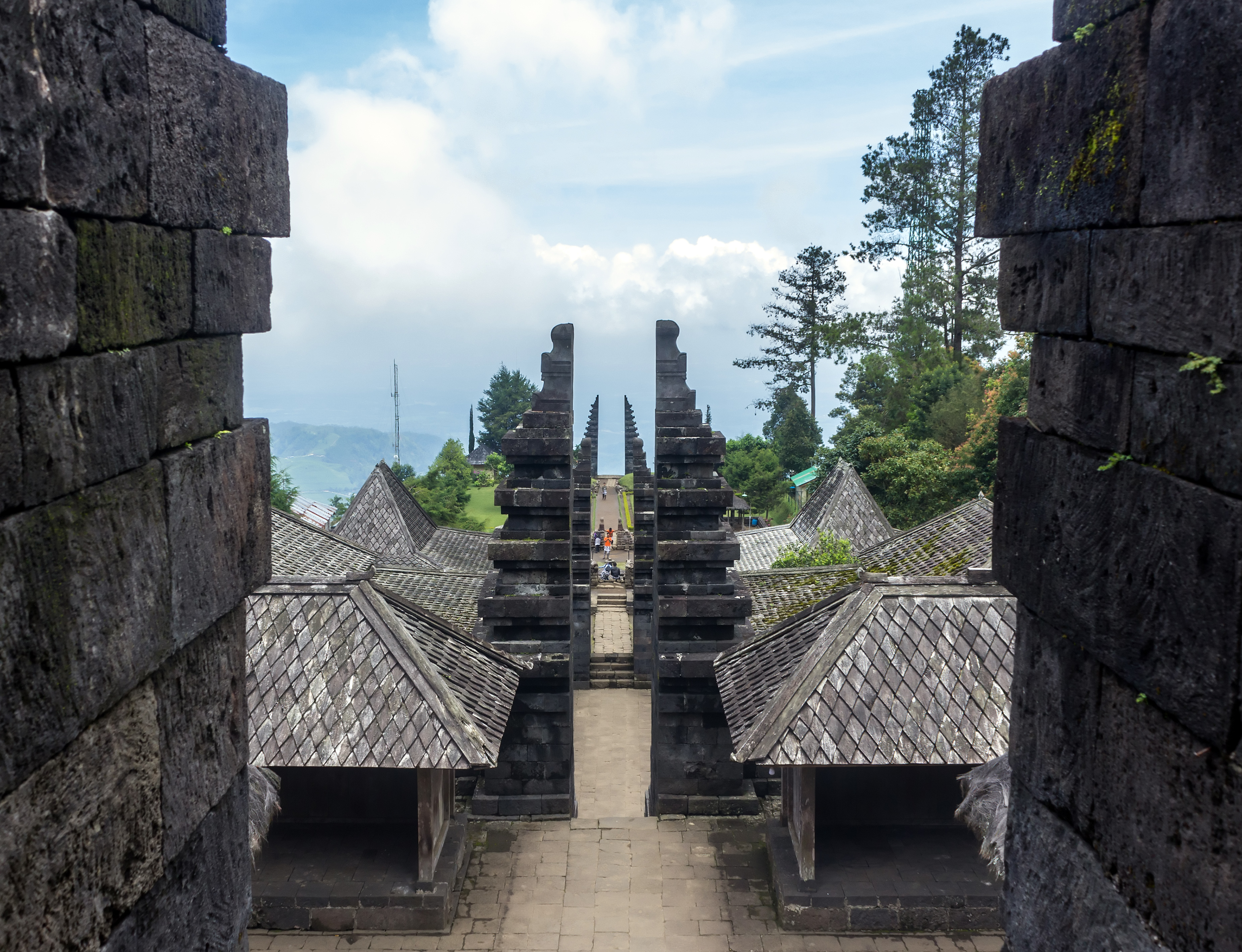
Uitzicht vanaf de Cetho tempel
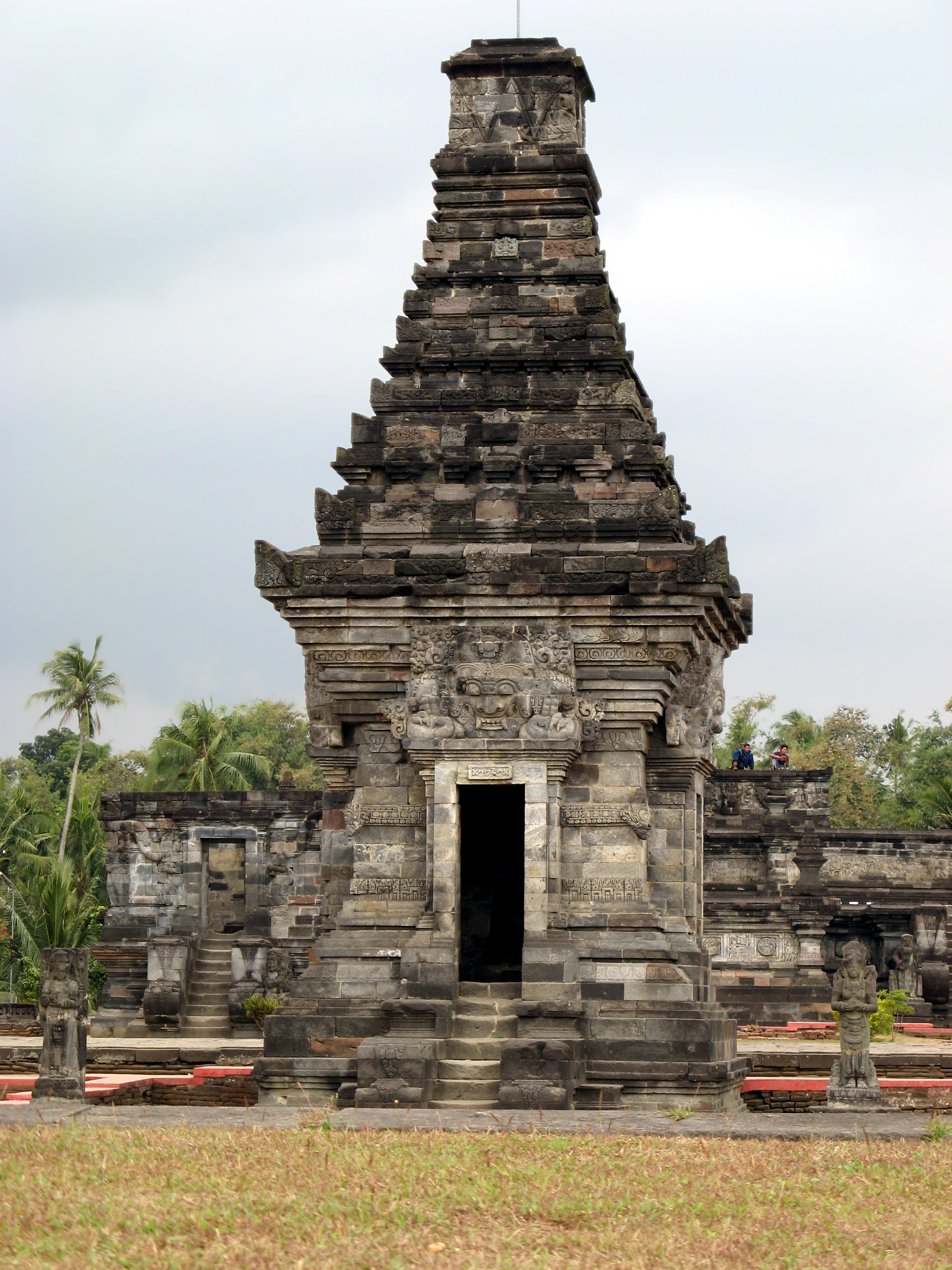
Tempel op het complex van de Candi Panataran, gedateerd in 1369

## Externe bron
- Website Memory of Majapahit